# Jardin des plantes de Lille
Le jardin des plantes de Lille est un jardin botanique situé au sud de Lille, au sud du quartier de Moulins. Il a été inscrit Monument historique en décembre 1997.
Ce site est desservi par la station de métro Porte de Douai - Jardin des Plantes. (emprunter ensuite la rue Louise Michel, sur le site de l'ancienne route de Tournai du temps de la traction animale... ). Deux autres accès « piéton » : porte d'Arras et côté Serre Équatoriale.

## Histoire
Inauguré en 1948, le Jardin des plantes a été aménagé par l'architecte Jean Dubuisson et le paysagiste Jacques Marquis, ingénieur de l'École Nationale d'Horticulture de Versailles, sur une parcelle de près de 11 hectares à l'emplacement des anciennes fortifications du sud-est de la ville entre les portes de Douai et d'Arras. Une orangerie y est construite en 1952, puis une serre équatoriale en 1970, conçue par l'architecte Jean-Pierre Secq. Elle a notamment rassemblé toutes les plantes qui avaient été ramenées par les explorateurs lillois.
En 2006, est mis en place un partenariat avec la faculté de Pharmacie de Lille qui possède chez elle ses collections spécifiques.
Le jardin accueille également, dans sa partie technique, les serres de productions florales municipales. Celles-ci ont été reconstruites en 2019.

## Descriptif

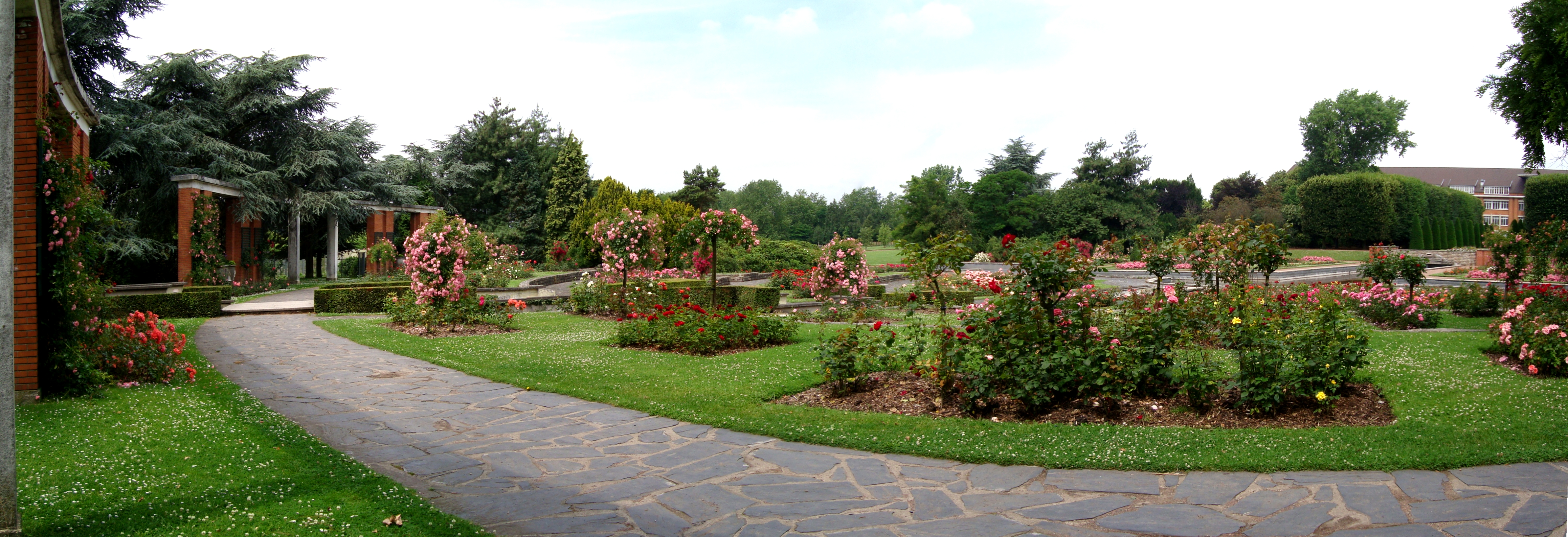
La roseraie.

Le jardin est conçu selon le style mixte (ou composite), qui mêle classicisme du jardin à la française et composition de jardin à l'anglaise, privilégiant au travers de grandes pelouses et des différents strates arborées en bosquets, les effets de profondeur et de perspective atmosphérique.

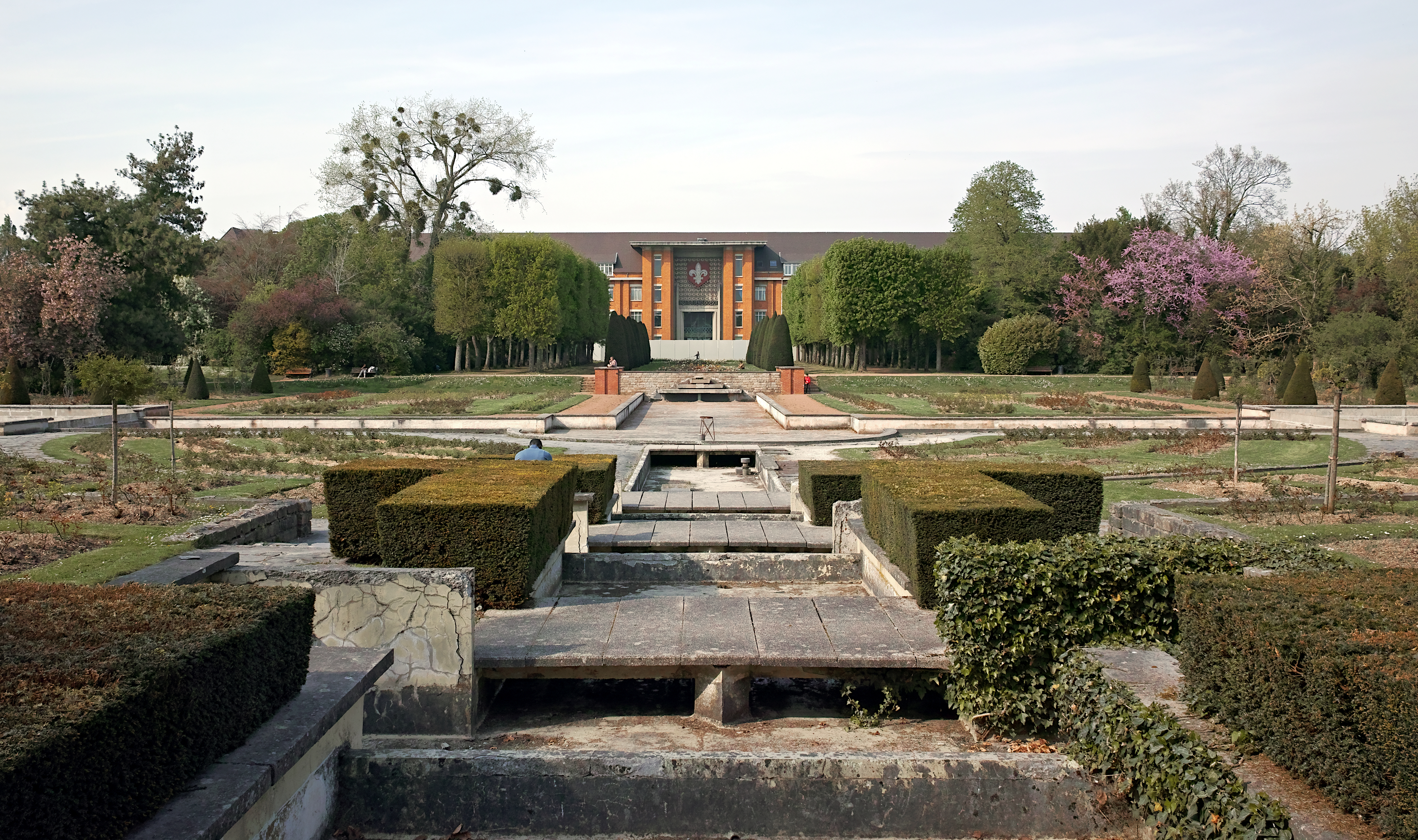
Perspective vers les bassins et le lycée Baggio

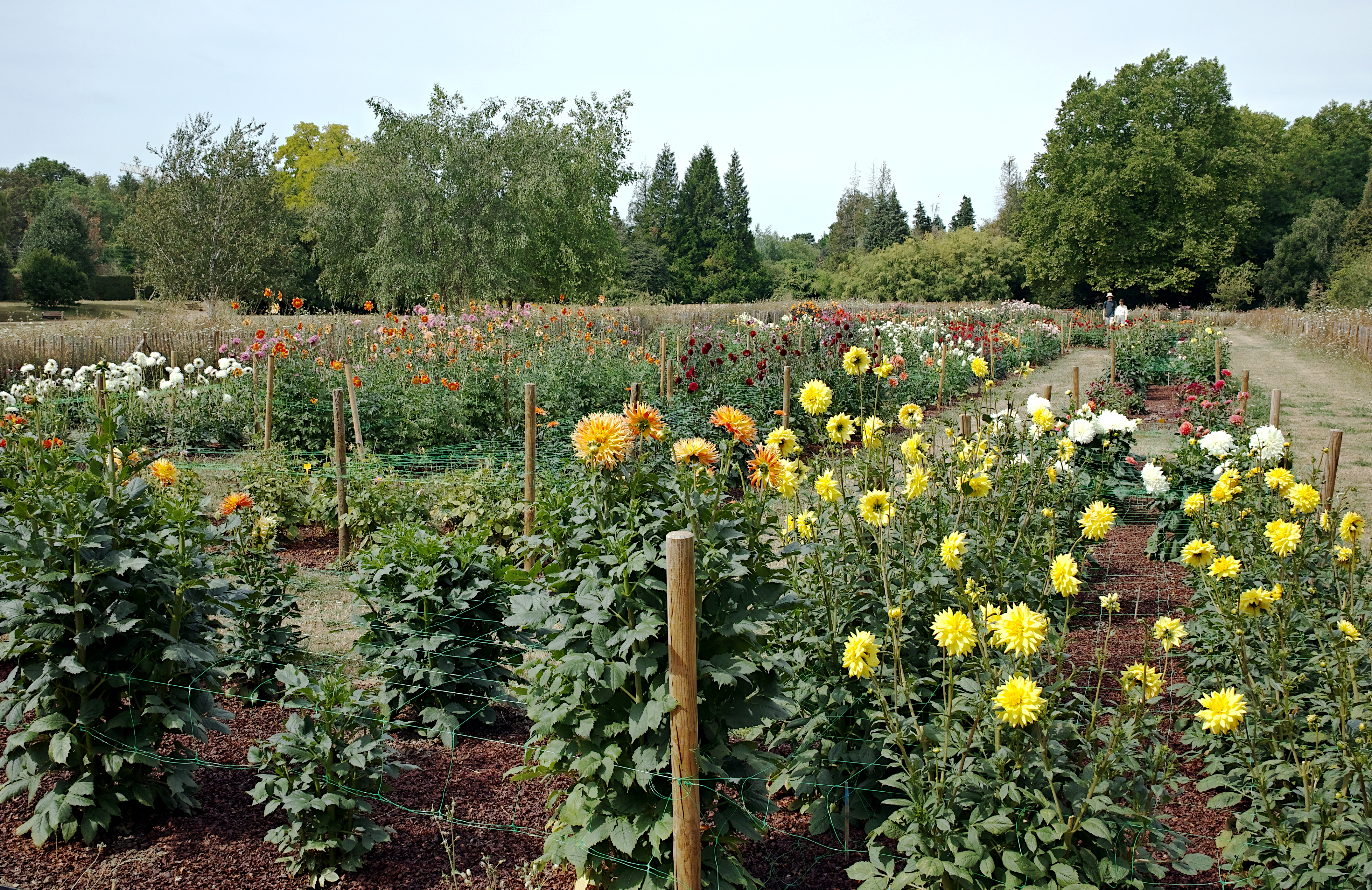
Collection des dahlias

Le jardin suit, dans sa partie centrale, une construction à la française dont certains thèmes s’inspirent de Versailles. En particulier l’ensemble formé par les bassins, la roseraie et le péristyle développe une perspective répondant à l’imposante façade du lycée Baggio, ancien Institut Diderot (architecte Jacques Lalleman), conçu comme un véritable palais de l’enseignement et du travail.
Ainsi l’ancienne entrée principale, aujourd’hui condamnée par l’implantation en 1971, de la tranchée du périphérique, et qui faisait face au portail monumental de l’ancien institut Diderot (lycée Baggio) ouvrait-elle sur une pelouse bordée d’une double futaie de tilleuls formant un mail cadrant la vue.
Cette perspective se poursuit par une terrasse surplombant  l’ensemble des bassins, formant une croix dont les bras indiquent les points cardinaux. La rupture de pente étant marquée dans la partie centrale de la terrasse par une fontaine à déversement alimentant le bassin principal dans son extrémité nord.
À l’extrémité sud du bassin un ensemble de bassins en escalier formant autant de cascades, s’élève dans l’alignement vers une fontaine à jets d’eau.
De part et d’autre s’étend la grande roseraie dont les terrasses, desservies par des escaliers et cheminements, s’élèvent en cercles concentriques autour des bassins.
L’ensemble est encadré à l’Est et à l’Ouest par des massifs de rhododendrons et au sud par un péristyle Art déco rythmé par une série de cratères à bas reliefs d’inspiration antique, à la gloire des sports et des jeux de plein air.
Le jardin présente également,  en période estivale, une importante collection de dahlias. 
Dans sa partie Nord-Est, le long du périphérique, le jardin présente sa partie la plus densément arborée, regroupant de grand sujets, et se développant sous forme de chambres-clairières, dont l'une accueille le rucher école de la ville de Lille dans sa partie centrale.
Les carrés botaniques renouvelés à chaque saison, organisés par thème, présentent les plantes selon leur fonction (alimentaires, tinctoriales...) ou leur milieu spécifique (friche ferroviaire...) .
Une orangerie construite en 1952 permet l'hivernage des plantes ornementales et arbres en pots du jardin et de la ville. Le bâtiment accueille aujourd'hui, durant la période estivale, une buvette évènementielle éphémère. 
À l'Ouest, sur une butte de quelques mètres cadrant la grande pelouse, subsistent sous les broussailles, les vestiges d'un jardin alpin. 
Enfin à l’extrême Ouest, se trouve une aire de jeux pour enfants entourée de grands platanes.
Vestige de l'aire de jeux d'origine, des fûts de colonnes de pierre bleue sont posés comme tombés d'une ruine antique. Il s'agit de colonnes de l'ancien Palais de Justice de Lille démoli dans les années soixante et amenées là.
Le jardin et ses aménagements sont aujourd’hui inscrits au titre des monuments historiques selon la définition suivante : « le Jardin des Plantes, dans son tracé, avec les bassins, le péristyle, les vases et les statuaires : inscription par arrêté du 1er décembre 1997 ».

## La serre équatoriale

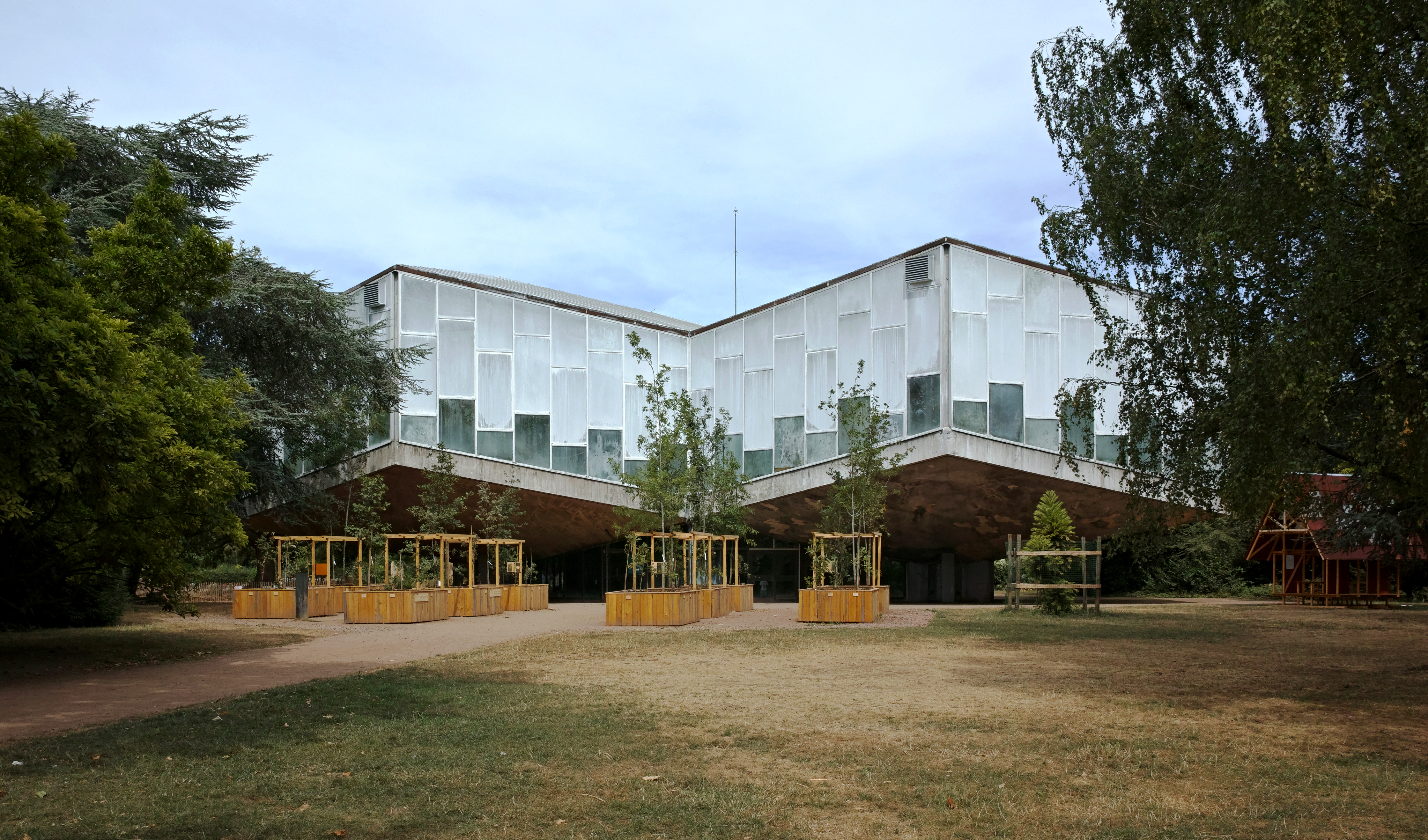
La serre du jardin des plantes depuis l’entrée principale

La spectaculaire serre équatoriale, édifiée entre 1969 et 1970, œuvre majeure de l’architecte Jean-Pierre Secq, est d'un grand intérêt architectural. L’architecte a su proposer une réponse très originale à cet ambitieux programme. Cet édifice de béton, d’acier et de verre avec ses plates-formes en porte à faux donnent au vaste étage l’aspect de jardins suspendus.
Son programme, son vocabulaire formel et sa construction confèrent à cet édifice un caractère exceptionnel dont on peut dire qu’il représente, avec les serres de Barbican center de Londres (néanmoins formellement très différentes), un témoignage unique en son genre, d’une serre équatoriale d’expression brutaliste.
Elle abritait une importante collection botanique avec des sujets de taille imposante issus de tous les continents. Le plan en pétales de fleur permettait de mettre en scène de façon très originale cette richesse végétale, selon différentes ambiances tropicales, et l’effet de relief généré par les subtiles inclinaisons géométriques de la dalle faisaient de l’architecture un élément moteur de la sensation de dépaysement. Coûteuse à entretenir et très énergivore, elle a été fermée en 2022 et est actuellement désaffectée dans l'attente d'une rénovation et d'un nouvel usage.

## Visites guidées
Il est possible de bénéficier de visites guidées gratuites, en contactant l'équipe du service animation de la Direction Parcs et Jardins, en mairie.

## Événements
Le jardin accueille tous les ans différents évènements, telle la Fête des Fleurs qui chaque printemps propose visites, activités autour de la nature et marché aux plantes ornementales. 
Depuis 2014, le jardin des plantes accueille un festival de musique électronique, Le Jardin Électronique, qui en l'espace de quelques années est devenu la plus grande garden party électro des Hauts de France, accueillant en 2019 plus de 27 000 personnes sur 3 jours.